# Glenville (Minnesota)
Glenville é uma cidade localizada no estado americano de Minnesota, no Condado de Freeborn.

## Demografia
Segundo o censo americano de 2000, a sua população era de 720 habitantes.
Em 2006, foi estimada uma população de 695, um decréscimo de 25 (-3.5%).

## Geografia
De acordo com o United States Census Bureau tem uma área de
5,7 km², dos quais 5,6 km² cobertos por terra e 0,1 km² cobertos por água. Glenville localiza-se a aproximadamente 389 m acima do nível do mar.

## Localidades na vizinhança
O diagrama seguinte representa as localidades num raio de 16 km ao redor de Glenville.